# Jacqueline Marbaux
Jacqueline Marbaux, auch Jacqueline Marbaut, Jacqueline Marbeau oder Jacqueline Marbot, (* 8. Januar 1917 in 17. Arrondissement, Paris als Jacqueline Marchois; † 1. Juli 1999 in Eaubonne) war eine französische Schauspielerin.

## Filmographie (Auswahl)
- 1938: Chipée
- 1942: Im Fieber der Liebe
- 1943: Engel der Sünde
- 1948: Der Doppeladler
- 1952: Goldhelm
- 1953: Wenn Lola nicht gesungen hätte
- 1954: Die Affären der Primadonna
- 1955: Nicht alle können Engel sein!
- 1955: Die schwarze Akte
- 1955: Frauen in Erpresserhänden
- 1955: Das große Manöver
- 1956: Das Geheimnis der Schwester Angelika
- 1956: Der Mann mit dem goldenen Schlüssel
- 1956: Gangster, Rauschgift und Blondinen
- 1957: Junge Rosen im Wind
- 1958: Der Pfarrer von Pigalle
- 1959: Das Weib und der Verdammte
- 1959: Die schöne Lügnerin
- 1959: Katja, die ungekrönte Kaiserin
- 1960: Bittere Frucht der Liebe
- 1963: Novellen aus aller Welt: Eine Kur in Paris